# إيزاك تيرازاس
إيزاك تيرازاس (بالإسبانية: Isaac Terrazas García)‏ (مواليد 23 يناير 1973) هو لاعب كرة قدم. يلعب مع منتخب المكسيك لكرة القدم. سبق له أن لعب في كأس العالم لكرة القدم مع منتخب بلاده.

## روابط خارجية
- إيزاك تيرازاس على موقع الاتحاد الدولي (مؤرشف)  (الإنجليزية)
- إيزاك تيرازاس على موقع قاعدة بيانات كرة القدم.إي يو (الإنجليزية)
- إيزاك تيرازاس على موقع ناشيونال فوتبول تيمز (الإنجليزية)